# Voetiusstraat
De Voetiusstraat is een straat in het centrum van de Nederlandse stad Utrecht. Ze loopt met een lengte van zo'n 60 meter vanaf het Domplein naar het Pieterskerkhof.
De straat bestond al omstreeks 1300. Ze lag rond 1400 op de immuniteit van de Domkerk. Tot zijn overlijden in 1660 woonde de in schilder Cornelis van Poelenburg in deze toen nog smalle steeg. Rond 1650 droeg deze steeg dan ook zijn naam. In een vroedschapsresolultie van 1670 wordt deze steeg Ezelsteeg genoemd, naar een gewoonte om bij de Palmprocessie de paasezel hier doorheen te leiden. In 1907 is ze aan de noordzijde verbreed en kreeg de Voetiussteeg haar huidige straatnaam. De straat is vernoemd naar Gisbertus Voetius, de eerste en meest invloedrijke 17-eeuwse hoogleraar theologie aan de Utrechtse universiteit.
De voormalige Openbare Leeszaal aan de Voetiusstraat 2-4 van de architect J. Stuivinga uit circa 1911 is een rijksmonument. Nummer 1 is een woon-winkelpand uit 1908. Voetiusstraat 3 is een woon-winkelpand uit 1912 naar ontwerp van de architect M.E. Kuiler.

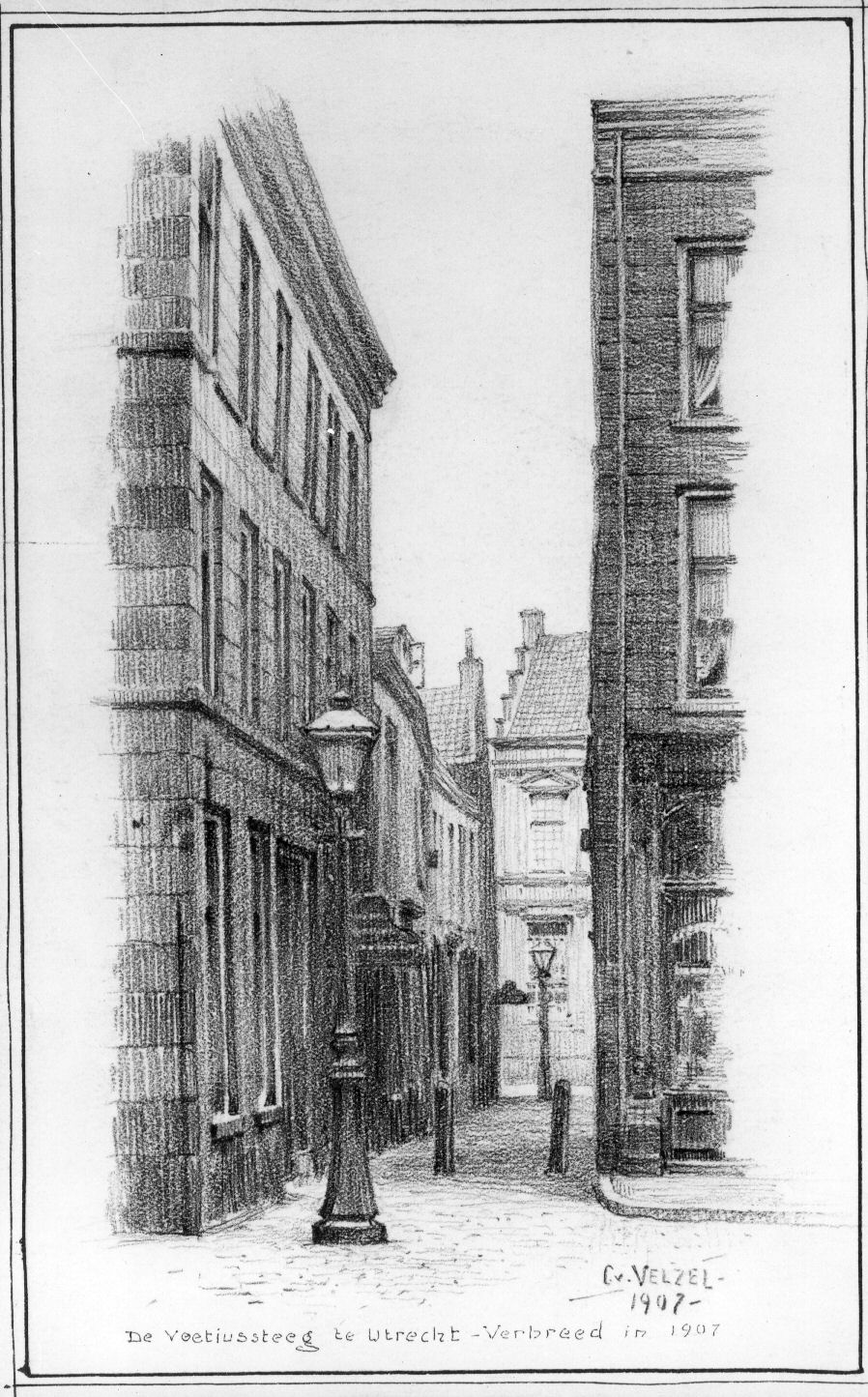
De Voetiussteeg kort voor de verbreding

## Varia
- Op 13 augtus 1962 wordt de verbouwende open boekerij van de Openbare Leeszaal- en bibliotheek aan de Voetiusstraat officieel geopend.
- Op 5 maart 1960 woedt er een korte felle brand in het gebouw van de openbare leeszaal en bibliotheek aan de Voetiusstraat.
- In juli 1949 worden bij opgravingen in de Voetiusstraat, ongeveer zestig centimeter onder het wegdek, muurresten gevonden van het stenen Romeinse castellum Traiectum.
- Op 23 februari 1912 wordt de Openbare Leeszaal in de Voetiusstraat in gebruik genomen.